# Ucio
Ucio (Samiguel d'Ucio en asturiano y oficialmente) es una parroquia del concejo de Ribadesella, en el Principado de Asturias (España). Alberga una población de 367 habitantes (INE 2006) en 229 viviendas. Ocupa una extensión de 5,06 km². Está situada a 3 km de la capital del concejo. Se celebra la festividad de San Miguel, y su templo parroquial está dedicado a San Miguel.

## Barrios
- Ardines
- San Miguel de Ucio (Samiguel)
- Sardalla
- Sebreño (Sebreñu en asturiano)

- El picu Ramonón